# 迪斯特湖
53°22′03″N 14°21′29″E / 53.36750°N 14.35801°E
迪斯特湖（德語：Düster See），是德國的湖泊，位於該國東北部，由梅克倫堡-前波美拉尼亞州負責管轄，處於前波美拉尼亞-格賴夫斯瓦爾德縣附近，面積0.01平方公里，海拔高度25米，湖岸線長度0.4公里。